# Den kinesiske mælkepulverskandale
Den kinesiske mælkepulverskandale er en fødevareskandale der begyndte i september 2008 og handlede om problemer med kvaliteten og kontrollen med fødevarer i Kina hvor mælk og modermælkserstatning er blevet tilsat melamin, et kemikalie der kan give nyresten og urinvejslidelser  .
Den 22. september meddelte det kinesiske sundhedsministerium at antallet af børn der er blevet syge fordi de har drukket mælkeprodukter med melanin nu er 53.000 hvoraf 13.000 har været indlagt på hospital og 80 procent af de indlagte er yngre end to år. Mindst fire spædbørn er døde. Mange af produkterne kommer fra Kinas ældste og mest respekterede firma Sanlu Group men også 22 andre firmaer er i mindre grad ramt blandet andet Mengniu (som danske Arla er partner med), Yili og Yashili.
Den 22. januar 2009 blev to mænd dømt til døden på grund af sagen og det officielle tal for antallet af børn der var blevet syge var tæt på 300.000 og mindst 6 er døde.

## Melamintilsætning giver højere pris på mælken
Det menes at melamin er blevet tilsat af landmænd, mælkeproducenter og mellemhandlere for at give indtryk af at deres mælk er rigere på protein end den faktisk er. Mælk kan sælges for en højere pris hvis den er rig på protein. En metode til måling af protein opfundet af den danske kemiker Johan Kjeldahl, som er almindeligt anvendt og som også anvendes i Kina er baseret på måling af kvælstof (nitrogen). Og netop tilsættelse af melamin giver på grund af det høje kvælstofindhold i melamin kunstigt høje resultater med Kjeldahls metode, uden at vise tilstedeværelse af melamin.
Det har vist sig stigende utilfredshed blandt kineserne over at leverancer af mælk til atleterne ved de olympiske lege blev tjekket for melamin, mens det samme ikke skete med leverancer til almindelige levnedsmiddelbutikker, og det antyder at skandalen har være kendt gennem en længere periode inden for visse dele af det kinesiske statsapparat .

## Generelle problemer i kinesisk mælkeindustri
Folk med forstand på den kinesiske mælke-industri, siger at problemerne begynder ved kilden – køerne. 
De fleste landmænd er fattige og får ikke ordentlig føde – og det samme gælder køerne. Gennemsnitsbestanden på kun tre til fem køer holdes ofte under beskidte forhold. Men større problemer støder til når mælken bevæger sig gennem produktionskæden.

### Trykket på prisen
Landmændende har kun få måder hvorpå de kan følge med i kvaliteten på den mælk de producerer, og deres ringe størrelse giver dem ringe mulighed for at påvirke markedet.De har ingen forhandlingsposition når de sælger deres mælk til mellemmænd, der normalt er uafhængige og udenfor kontrol. Landmændende trykkes på prisen, men er alligevel under konstant pres for at producere mere mælk. Så for at møde den boomende industris glubende appetit, og for at klare sig over for de stadigt faldende priser, der betales til småbrugere for den rå mælk, bliver mælkens volumen øget. Og det er her at snyderiet begynder. Først fortynder de den rå mælk med vand for at øge dens volumen, ofte op til omkring 30 %. Problemet med dette er at fortyndingen også reducerer mælkens næringsindhold, især dens protein, og der dermed betales en lavere pris for mælken. Det er her melaminen kommer ind i billedet. Det består af nitrogen, og får det til at se ud som om mælken indeholder mere protein.
Som resultat af en statslig udredning af den kinesiske mejerisektor, blev der afsløret store strukturelle problemer i form af utilstrækkelig produktionsvolumen, svingende kvalitet og dårlige produktionsmetoder. Det Indre Mongoliet producerer mere end en fjerdedel af Kinas mælk. og Mengniu og Yili har investeret millioner i etableringen af state-of-the-art mejerifaciliteter i dens hovedstad, Hohhot, men selskaberne er for mere end 90 % vedkommende stadig afhængige af småleverandører, på grund af kapacitetsbegrænsningen i de moderne brug. Begge selskaber blev af landmænd og opkøbere (af mælk) beskyldt for regelmæssigt at have opkøbt mælk som ikke bestod kvalitetstesten, til kun to-tredjedele af den normale pris. En ny politik blev indført 17. september 2008, for at stoppe denne praksis. 

### Tilsætningsstoffer
Brugen af tilsætningsstoffer såsom potentielt skadelige kemikalier, f.eks. konserveringsmidler og hydrogenperoxid er blevet påvist af uafhængige medier. Kvalitetstester kan forfalskes med tilsætningsstoffer: peroxid tilsættes for at forhindre at mælken bliver sur; industriel vegetabilsk olie bliver emulgeret og tilsat for at øge fedtindholdet; ostevalle bruges til at øge laktoseindholdet. Men sådanne metoder og teknik er sjældent tilgængelige for den enkelte landmand, hvilket betyder at forsyningssledet også er indblandet – mælke-sælgere/grossister har ofte gode politiske forbindelser. De store mejerier var medskyldige i at producere "reagensglasmælk".
Også i 2004 var der en skandale med modermælkserstatning, hvor mange spædbørn blev underernæret og flere døde af lignende melaninholdige produkter . Derudover findes tilfælde fra 2007 med tilsætning af melamin til kattefoder, som spredte sig til USA og, hvor også produkter i Danmark blev fjernet fra hylderne.

## Forgiftet kinesisk mælkepulver kan allerede være i Europa
Selv om det i EU er forbudt at importere kinesiske mælkeprodukter, kan det giftige mælkepulver allerede være her. Kiks, chokolade og flødekarameller, der kan indeholde forgiftet kinesisk mælkepulver, kan have nået Europa og udgøre en trussel mod børn, vurderer EFSA, den europæiske myndighed for fødevaresikkerhed. Produkterne kan udgøre en trussel mod børn med et "højt, dagligt indtag af flødekarameller, chokolade eller kiks med et højt indhold af mælkepulver," vurderer rapporten.
Børn med et almindeligt forbrug af chokolade og lignende er ikke i fare, lyder vurderingen. Ligeledes er voksne uden for risiko.

## Afsløret af New Zealandske Fonterra
Kinas politiske system har afsløret mange mangler i dets måde at håndtere skandalen på. Det er kendt at Sanlu mejeriet – hvor det hele begyndte – kendte til deres melamin problem allerede i december 2007. Lige så snart Fonterra, New Zealands største mejeri med en aktiepost på 43 % i Sanlu fik nys om en mulig forurening af mælken, søgte det at få møder i stand med deres lokale partner, men var vidne til store forsinkelser i firmaets indrømmelse af skyld. Veteraner i Kinas forretningsliv forsvarer Fonterra med, at som minoritetspartner i et kinesisk firma, kan intet udenlandsk firma kontrollere begivenhederne. Ydermere blev Fonterra truet af den lokale regering med, at hvis de gav oplysningerne videre, var det slut med at drive forretning dér. Men Fonterra gik videre. Først sikrede det sig at dets egne oplysninger var akkurate, at papirerne som beviste hvem der var blevet kontaktet hvor og hvornår var i orden, og så besluttede det at hjælp fra folk højere oppe i systemet var nødvendigt. New Zealands premierminister Helen Clark fortalte den kinesiske regering sagens sammenhæng, og så kan det ellers være der skete noget: Den kinesiske regering slog ned med hård hånd på Sanlu. Ansatte kan imødese fængselsstraffe, hjælp er lovet til ofrene og 22 andre mejerier er under administration. Den kinesiske premierminister Wen Jiabao sagde den 23. september 2008 i New York: "Som leder af regeringen føler jeg en dyb sorg. Men det vigtigste lige nu er at lære af det som er sket."
.

## Norsk oliefond
Den norske oliefond, som er en af verdens største pensionsfonde, har investeret NOK 94 millioner i det kinesiske mejeri Mengniu, som Arla ejer en mindre del af.